# Edgigen
Edgigen (auch: Aachigan To, Āchigan-tō, Ajkan Island, ANTON WW2, Eagigen Island) ist eine unbewohnte Insel des Kwajalein-Atolls in der Ralik-Kette im ozeanischen Staat der Marshallinseln (RMI).

## Geographie
Das Motu liegt ca. 6 km südlich des Nordzipfels des Atolls (Roi-Namur) im Nordteil der Riffkrone zwischen Begeraburappu und Debuu.

## Klima
Das Klima ist tropisch heiß, wird jedoch von ständig wehenden Winden gemäßigt. Ebenso wie die anderen Orte der Kwajalein-Gruppe wird Edgigen gelegentlich von Zyklonen heimgesucht.